# دينيس جونسون (كاتب)
دينيس جونسون (بالإنجليزية: Denis Johnson) (و. 1949 – 2017 م) هو شاعر، وروائي، وكاتب، وكاتب خيال علمي، من الولايات المتحدة الأمريكية، ولد في ميونخ.

## أعمال بارزة
من أهم أعماله:
- Jesus' Son
- Tree of Smoke.

## جوائز
حصل على جوائز منها:
- زمالة غوغنهايم
- جائزة الكتاب الوطني  [لغات أخرى]‏.
- جائزة أو. هنري

## روابط خارجية
- دينيس جونسون على موقع IMDb (الإنجليزية)
- دينيس جونسون على موقع مونزينجر (الألمانية)
- دينيس جونسون على موقع إن إن دي بي (الإنجليزية)
- دينيس جونسون على موقع ديسكوغز (الإنجليزية)
- دينيس جونسون على موقع قاعدة بيانات الفيلم (الإنجليزية)